# Религиозные взгляды Исаака Ньютона

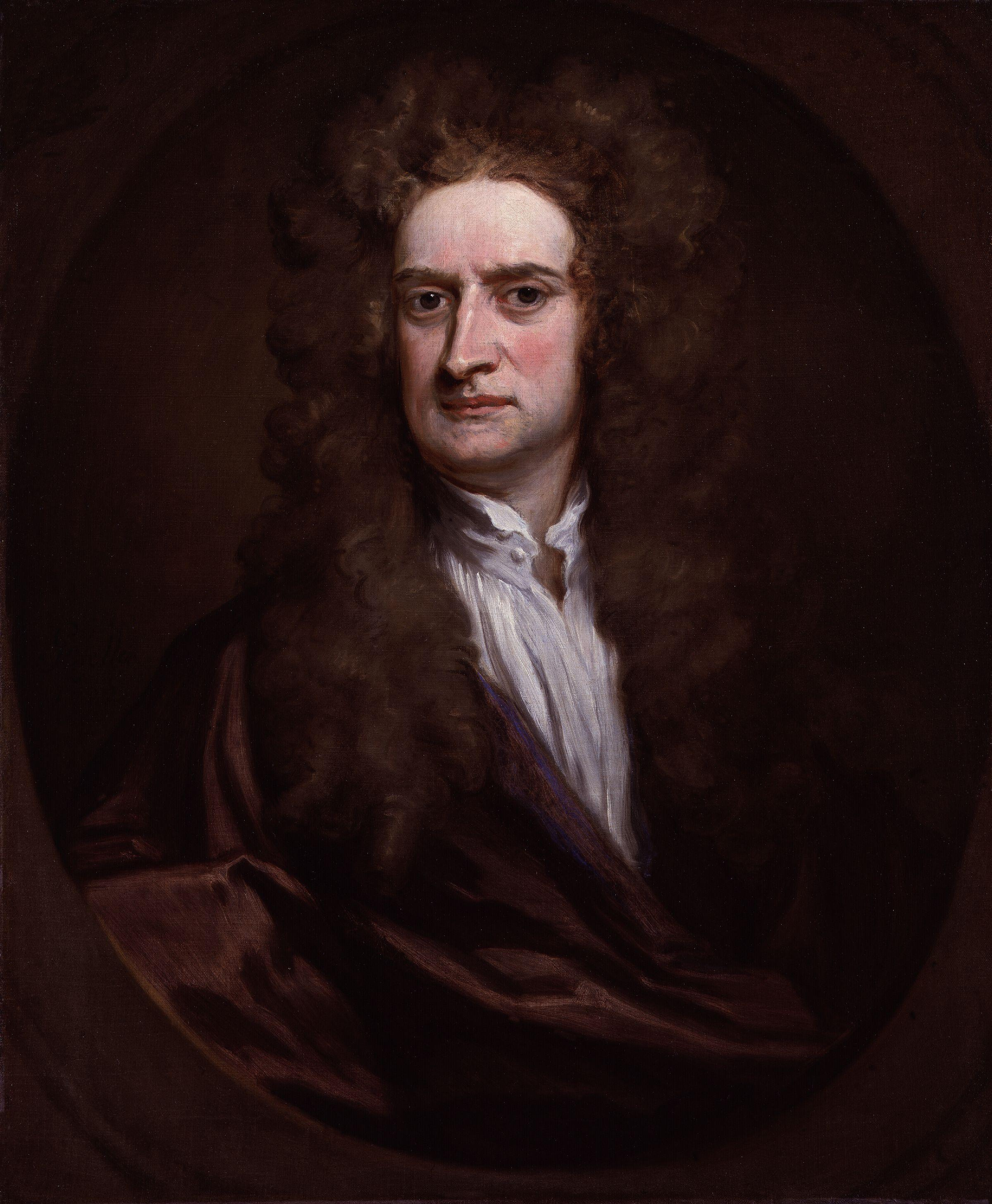
Исаак Ньютон в 1702 году, портрет работы Готфрида Кнеллера

Религиозные взгляды Исаака Ньютона (1642—1727) являются предметом дискуссии в течение нескольких столетий. Из рукописей и опубликованных сочинений великого учёного известно, что он был противником христианского догмата о Троице. Согласно точке зрения, возникшей ещё в XVIII веке, Ньютон был приверженцем осуждённого как ересь в IV веке арианства. В изданной в 1831 году биографии физик и богослов Д. Брюстер пытался обосновать, что Ньютон был вполне ортодоксален. Автор изданной в 1924 году биографии Л. Т. Мур отнёс взгляды Ньютона к ещё более радикальной форме антитринитарианства — унитарианству или социнианству. Ещё одну точку зрения высказал коллекционер рукописей Ньютона, британский экономист Дж. Кейнс, согласно которому Ньютон был скорее монотеистом в духе иудейской школы Маймонида. Современные исследователи считают, что взгляды Ньютона были ближе всего к арианству.
Чрезвычайно обширное религиозное наследие Ньютона при жизни учёного практически не публиковалось. К XX веку исследователи получили возможность изучения этих текстов. Основными вопросами, занимавшими Ньютона за пределами его научной в современном смысле этого слова деятельности, были изучение происхождения и критика догмата о Троице и её лицах, связанные с этим события в ранней истории христианства и история религии в целом, изучение ветхо- и новозаветных пророчеств. Алхимические исследования Ньютона, помимо экспериментальной, также имели религиозно-философскую составляющую.
Одним из основных направлений религиозных исследований Ньютона было восстановление исходной христианской веры, искажённой, по его мнению, в первые века существования религии, прежде всего Афанасием Великим и его сторонниками в арианских спорах IV века. Согласно Ньютону, из-за введения догмата о Троице и распространившегося в то время культа святых и их мощей католическое христианство превратилось в идолопоклонническую лжерелигию. Благодаря Реформации основные искажения веры были устранены, однако ложные представления о равной божественности Бога Отца и Иисуса Христа продолжили существовать в англиканской церкви. Согласно Ньютону, именно об этом искажении христианства говорилось в пророчествах Даниила и Апокалипсисе.

## Контекст

### Арианство в Англии в эпоху Ньютона
К XVI веку в Англии, как и в континентальной Европе, арианство было мертво уже почти тысячу лет, после того как король лангобардов Бертари в 662 году обратился в ортодоксальное христианство. Слово «арианство» применялось как полемический ярлык для обозначения кого-либо как еретика и относилось к любой форме антитринитарных воззрений, без связи с существовавшим в IV веке учением Ария и его последователей. Так, в 1549 году историк Джон Проктор написал книгу The Fall of the Late Arrian, в которой обвинял своих соотечественников в том, что многие из них «признанные анабаптисты, либертины, эбиониты, арриане, селевкиане, саддукеи, пелагиане, дураки и богохульствующие еретики». Во время гонений на протестантов при королеве Марии I (1553—1558) один из протестантских мучеников Джон Филпот изложил своё представление об арианах как о людях, которые считают себя равными Христу, поскольку в нём столько же Бога, сколько и в них самих. Какое-то число людей было осуждено за убеждения подобного рода, хотя вряд ли они были арианами в изначальном смысле этого слова. Последним осуждённым за арианство в Англии был сожжённый в 1612 году радикальный анабаптист Эдвард Вайтман. В 1643 году ересиограф Эфраим Пагит высказал мнение, что возобновлённая арианская ересь появилась в 1593 году в Польше. К характеристикам этого учения были отнесены четыре отрицания: Троицы, божественности Сына, его предвечного рождения, божественности Святого Духа, а также утверждение, что Христа называют Богом не по причине его природы, а по достоинству. Обвинения в арианстве религиозных оппонентов продолжались и в дальнейшем. В изданной в 1670 году книге придворного богослова Питера Хейлина пресвитерианство объявлялось наследником всех прежних ересей, в том числе арианства, хотя прямых параллелей между этими учениями не проводилось.
Существовала также тенденция переноса обсуждения арианства в сферу научного обсуждения, у истоков которой стоял богослов Уильям Чиллингворт. В одном из своих писем он отмечал, что любой арианин с радостью предстал бы перед судом до-никейских отцов, и те бы не нашли в его учении ереси. Проблемой философского осмысления догмата о Троице занимались Кембриджские неоплатоники, пытавшиеся соединить платоновскую триаду с христианской ортодоксией. Ралф Кедворт считал возможным введение субординации среди лиц Троицы и, следовательно, после-никейские отцы, как, например, Кирилл Александрийский, были не правы, считая субординацию тождественной арианству. И, хотя от таких оценок было недалеко до положительной оценки арианства, Кедворт этот шаг не сделал, характеризуя это учение как «род язычества и идолопоклонства», поскольку по его мнению никейские отцы были ближе к платоновскому пониманию Троицы, чем Арий. Примерно в те же годы богослов-диссентер Теофилус Гейл видел в платонизме, особенно в том виде, в котором его излагали Аммоний Саккас и Плотин, прямой путь к арианству. Взгляды Кедворта, несмотря на их умеренность, осуждались как со стороны ортодоксального богословия, так и радикального унитарианства. Одновременно с этим из Голландии проникали более радикальные взгляды социнианского характера. Через Кристофера Сандиуса, чей труд церковной истории излагал взгляд на учение Ария, как традиционное для церкви, это влияние можно связать с арианским движением в Польше. Распространение труда Сандиуса в Англии стало одной из причин появления трактата в защиту Никейского собора епископа Джорджа Булла.
C восшествием на престол Вильгельма и Марии в 1689 году в стране стало больше возможностей для свободной дискуссии на религиозные темы. В 1695 году прекратил своё действие Акт о лицензировании, который с 1662 года ограничивал возможность печати спорных произведений. Как следствие, в первые годы после отмены запрета вышла серия унитарианских памфлетов Стефена Ная, направленных как против ортодоксального христианства, так и против арианства. Памфлеты арианского содержания печатал Уильям Фрик, однако это ещё было редким явлением в последнее десятилетие XVII века. Некоторые из ортодоксальных авторов по-прежнему клеймили ариан и социниан как еретиков, не вдаваясь в подробности их учений, но в целом уровень аргументации стал выше. Идея Кедворта о том, что основой никейского богословия является Писание совместно с разумом, делающим из него естественные выводы, была воспринята — возможно, через Дамарис Кедворт Машэм — философом Джоном Локком, а через него разделявшими арианские взгляды мыслителями XVIII века. Уже в 1697 году английский парламент принял «Акт о подавлении богохульства и нечестия», прямо запрещавший антитринитарную пропаганду.
Знакомство Ньютона с Локком состоялось в 1689 году; их дружба и переписка, в том числе на религиозные темы, продолжалась до смерти последнего в 1704 году.

### Ньютон и церковь
В 1661 году Ньютон поступил в Тринити-колледж Кембриджа. Об этом периоде его жизни практически ничего не известно — дневников он не вёл, своим соученикам он не запомнился. Судя по сохранившимся документам, весной 1662 года он испытал религиозный кризис, в результате которого существенно возросли его чувство вины и богобоязненность. Перечень 49 прегрешений, совершённых перед Троицыным днём, и девяти — после, является первым сохранившимся текстом Ньютона на религиозные темы. Перечень охватывает диапазон грехов от желания сжечь свою мать и отчима до ведения праздных бесед. По мнению американского исследователя Фрэнка Мэньюэла, Ньютон испытывал постоянное чувство вины, терзался сомнениями и занимался самоочернительством. По предположению Мэньюэла, появление у Ньютона внутреннего «надсмотрщика» связано с его детскими переживаниями как посмертного ребёнка. Пристальный интерес Ньютона к поискам истинного Бога-Отца может быть объяснён тем, что он не знал даже имени своего биологического родителя; отсюда же может следовать не очень значительное положение Иисуса Христа в богословии Ньютона.
Академическая карьера в Кембридже предполагала принятие духовного сана и, при общей не очень строгой атмосфере, это правило считалось принципиальным. Так, в период с 1661 по 1666 год из колледжа были исключены три феллоу, которые не стали священниками. В это десятилетие Ньютон должен был четыре раза подтверждать свою верность установлениям государственной церкви. В 1665 и 1668 годах он подтвердил свою веру в 39 статей англиканского вероисповедания. Став феллоу в 1668 году, он поклялся во всеобъемлющей вере в религию Иисуса Христа, под которой понималось англиканство. Принимая в 1669 году пост лукасовского профессора, Ньютон поклялся следовать литургии церкви Англии. Наконец, в 1675 году он должен был принять священнический сан. Священничество в данном случае не накладывало на принявшего сан никаких дополнительных обязательств, укрепляло положение в университетском обществе и позволяло сохранить доход в 60 фунтов, полагавшихся феллоу. Однако к этому времени взгляды Ньютона уже значительно отличались от ортодоксальных, и принятие сана в его намерения не входило. Одной из немногих возможностей уклониться от ординации было получение диспенсации, то есть разрешение на отмену некоторых религиозных обязательств. Другой феллоу Кембриджа, Френсис Астон, в 1674 году неудачно пытался получить такое разрешение и известно, что Ньютон принимал в этом участие. Проблема разрешилась 27 апреля 1675 года, когда с лукасовских профессоров была снята обязанность принимать сан. В результате научная карьера Ньютона была спасена, и он смог в безопасности продолжить свои религиозные исследования.
В более поздние годы внешние проявления его религиозного поведения не представляли ничего необычного. Ньютон мог пропускать богослужения в периоды творческой активности, но в остальном он был добропорядочным членом англиканской общины. Подтверждено, что он причастился перед тем, как отправиться в 1696 году в Лондон и занять пост управляющего Монетным двором. Ньютон жертвовал на распространение Библии среди неимущих и строго осуждал проявления легкомыслия в религиозных делах, выражаемые в своём присутствии. В конце жизни он был членом комиссии по строительству 50 новых церквей в Лондоне и пригородах. Известен примечательный эпизод, связанный с назначением в Кембридж на должность декана бенедиктинского монаха Албана Френсиса в 1686/7 году. Для занятия должности требовалось поклясться в преданности англиканской церкви и ненависти к католической. Не имея возможности согласиться на это, Албан получил диспенсацию, однако это было встречено с негодованием в университете. Среди членов делегации, посланной для улаживания этого вопроса в Лондон, был Ньютон, чья бескомпромиссная позиция, в конечном счёте, привела к тому, что это назначение не состоялось. При этом, однако, многие из учеников и друзей Ньютона имели сомнительную репутацию в вопросах веры. Физики Эдмунд Галлей и Дэвид Грегори считались атеистами, взгляды Джона Локка критиковались христианскими ортодоксами, Никола Фатио де Дюилье был приговорён к стоянию у позорного столба за то, что был связан с гугенотскими пророками, предрекавшими разрушение Лондона, преемник Ньютона на лукасовской кафедре Уильям Уистон был изгнан из Кембриджа за ересь, и так далее. Однако Ньютон никогда не присоединялся к публичным высказываниям своих друзей, и до конца его жизни никто не подозревал его в отступлении от англиканской ортодоксии. Наиболее распространённым объяснением этому является нежелание потерять место лукасовского профессора, что произошло бы в случае вступления в конфликт с англиканской церковью — «синагогой Сатаны», по выражению Ньютона.

## Состояние источников

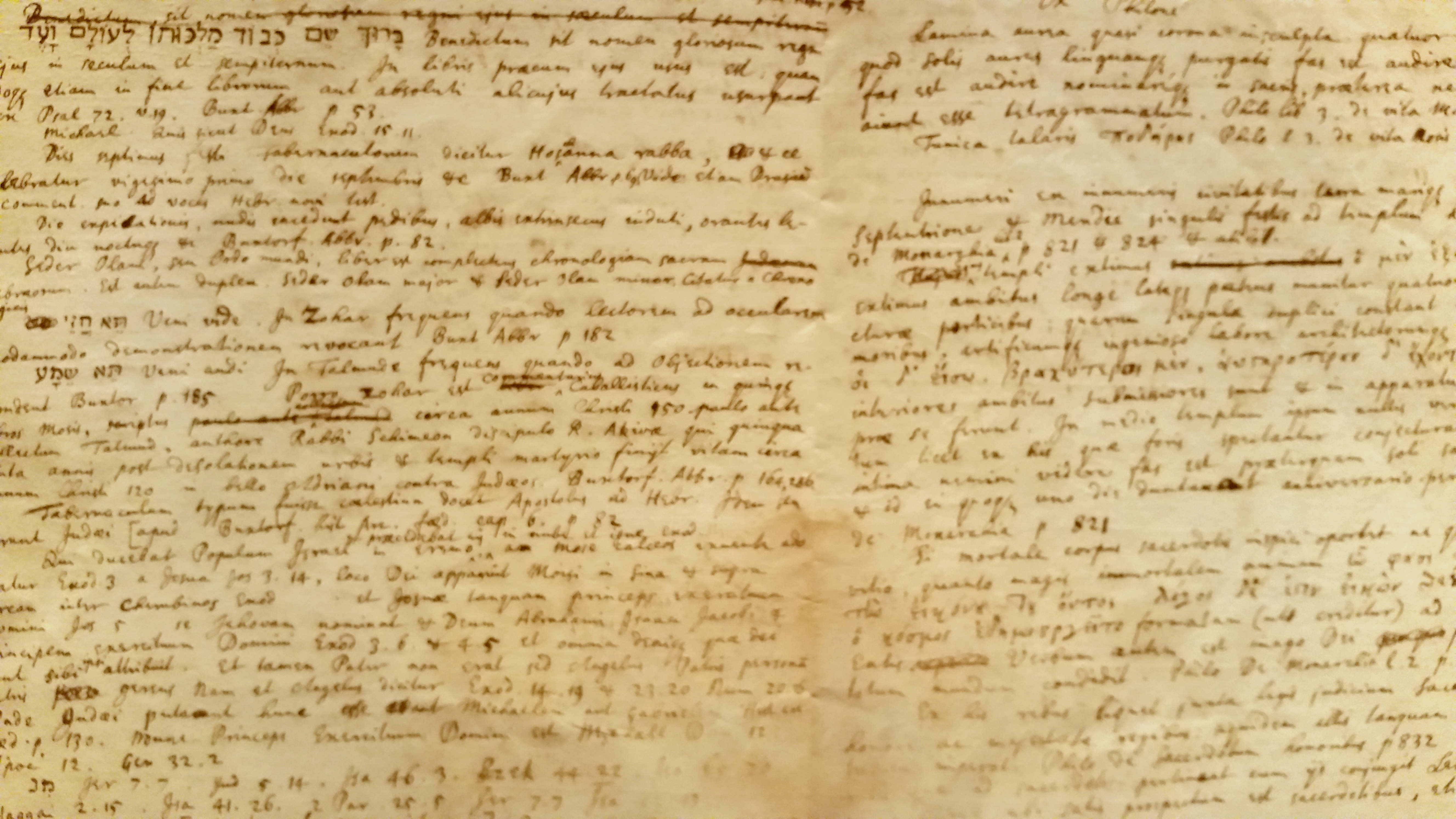
Страница из блокнота Ньютона с записями об иудейском храме.

При жизни Ньютон издал очень немногое из того, что написал на религиозные темы. Сюда можно отнести 20-й и 23-й вопросы из латинского издания 1706 года «Оптики», предисловия и схолии к поздним изданиям «Математических начал натуральной философии», а также переписку Лейбница с Сэмюелем Кларком. Выраженные в этих документах религиозные взгляды Ньютона не представляли ничего необычного. В 1729 году Уильям Уистон собрал все эти материалы и опубликовал их в виде небольшой брошюры. Нежеланием вступать в дискуссии по поводу своих богословских работ объяснял отказ от прижизненной публикации друг Ньютона, шотландский математик Джон Крэг.
Большая часть рукописного наследия учёного после его смерти перешла к Джону Кондуиту, мужу его племянницы Кетрин. Для оценки рукописей был привлечён врач Томас Пеллет, который счёл пригодными для публикации только «Хронологию древних царств», не издававшийся фрагмент «Математических начал», «Наблюдения о пророчествах Даниила и Апокалипсиса» (англ. Obsevations upon the Prophesies of Daniel and the Apocalypse of St. John) и «Парадоксальные вопросы относительно морали и действий Афанасия и его сторонников» (англ. Paradoxical Questions Concerning the Morals and Actions of Athanasius and His Followers). Остальные бумаги, по мнению Пеллета, представляли собой «чушь в пророческом стиле» и не подходили для публикации. «Хронология» была издана в Лондоне и в Париже в 1728 году и затем неоднократно переиздавалась. «Наблюдения о пророчествах» были изданы в 1733 году племянником Ньютона, Бенджамином Смитом. После смерти Дж. Кондуита в 1737 году бумаги перешли к Кетрин, которая безуспешно пыталась издать богословские заметки своего дяди. Она консультировалась с другом Ньютона, богословом Артуром Сайксом (1684—1756), который оставил себе 11 рукописей. Остальная часть архива перешла в семью дочери Кетрин, вышедшей замуж за виконта Лимингтонского и далее находилась во владении графов Портсмутских. Документы Сайкса после его смерти попали к преподобному Джеффри Икинсу (ум. 1791) и хранились в семье последнего, пока не были подарены Новому колледжу Оксфорда в 1872 году. До середины XIX века к собранию Портсмутов имели доступ немногие, в их числе был известный физик и биограф Ньютона Дэвид Брюстер. В 1872 году пятый граф Портсмут передал часть рукописей (преимущественно физико-математического характера) Кембриджскому университету. Оставшиеся исторические, хронологические, теологические и алхимические рукописи
были выставлены на аукционе Сотбис в июне 1936 года. Согласно произведённой тогда оценке, в выставленных на продажу документах по теологии и хронологии содержалось 1 400 000 слов в 49 лотах, по алхимии — 650 000 слов в 121 лоте. Бо́льшую часть алхимических рукописей и документы Кондуита приобрёл экономист Джон М. Кейнс, передавший свою покупку Королевскому колледжу. Значительное количество теологических рукописей приобрёл востоковед и коллекционер рукописей Абрахам Яхуда. После смерти последнего в 1951 году его собрание, в том числе рукописи Ньютона, были переданы в Национальную библиотеку Израиля, однако в результате судебных разбирательств они там оказались фактически только в 1969 году. Таким образом, только во второй половине XX века, за незначительными исключениями, труды Ньютона на религиозные темы стали доступны для изучения.
Бо́льшая часть известных к настоящему времени рукописей Ньютона, в том числе и богословских, оцифрована и свободно доступна в рамках «The Newton Project».

## Эволюция религиозных взглядов Ньютона

### Путь к арианству

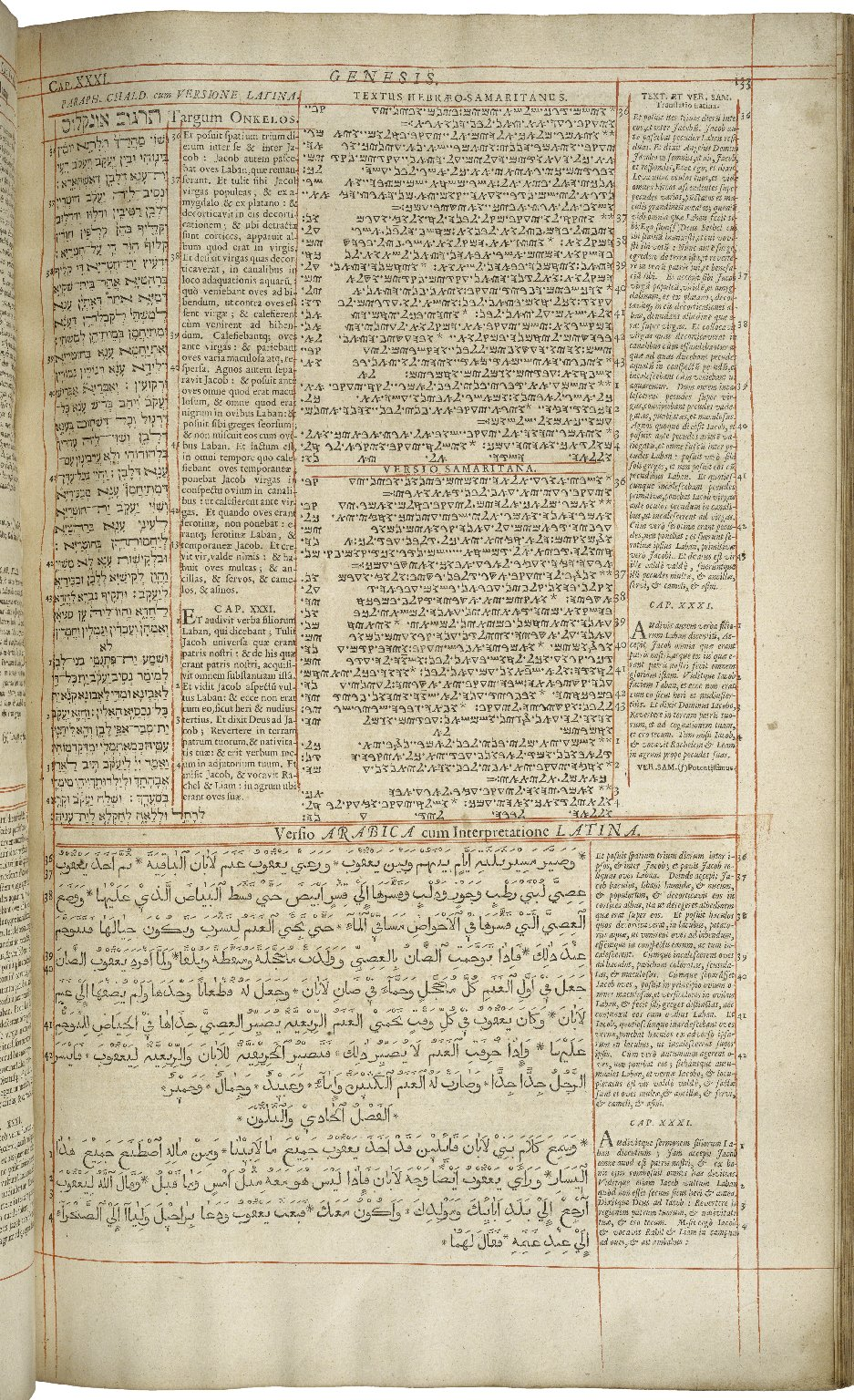
В своих исследованиях 1670—1680-х годов Ньютон также пользовался шеститомной Лондонской Полиглоттой Брайана Уолтона, содержащей тексты Библии на древнееврейском, греческом, арабском, сирийском, латинском и других языках.

Вскоре после того, как в 1672 году Ньютону принесли известность его работы по оптике, его всё больше стали интересовать другие вопросы. Одним из них была алхимия, ставшая одним из предметов его переписки с Робертом Бойлем начиная с 1676 года, хотя следы этого научного увлечения Ньютона можно проследить с конца 1660-х годов. Примерно с начала 1670-х годов Ньютона заинтересовало богословие. Известно, что и раньше эта дисциплина ему была не чужда, поскольку 4 из 10 книг, купленных им вскоре после прибытия в Кембридж в 1666 году, были по этому предмету. Тем не менее, о существовании богословских рукописей, написанных Ньютоном ранее 1672 года, не известно. В это время учёный заканчивал четвёртый год программы магистра искусств в Тринити-колледже и в течение трёх лет должен был сделать выбор, связанный с возможностью занятия лукасовской кафедры, — принять духовный сан в Англиканской церкви или покинуть колледж. Вероятно, углублённые богословские занятия связаны с приближением срока. Новая область знания быстро увлекла Ньютона. В этот ранний период богословских исследований можно указать мало точных дат, равно как затруднительно произвести датировку рукописей или даже указать их хронологический порядок. Но известно, что, как и в случае других наук, изучение нового предмета учёный начал с ведения блокнота, записи в который он заносил с обоих концов. С одной стороны он делал записи с заголовками, касающимися основных положений христианской веры: Attribute Dei, Deus Pater, Deus Filius, Incarnatio, Christi Satisfactio & Redemptio, Spiritus Sanctus Deus и т. д. Вначале Ньютон сделал заголовки для будущих записей, которые он собирался делать на основе выписок из Библии, но некоторые темы его, видимо, не заинтересовали, поскольку соответствующие разделы блокнота остались не заполненными. Так, пустыми остались разделы о жизни и чудесах Иисуса Христа, его воскресении и других связанных с этим событиях. С другой стороны, много выписок из Библии Ньютон сделал на тему отношений Бога-Отца и Бога-Сына. Выписки свидетельствуют о глубоком интересе Ньютона к проблеме статуса Христа и догмату о Троице. С противоположного конца блокнота были начаты выписки из трудов Отцов Церкви. Темы, среди которых Attribute Dei, De Athanasio, De Arrianis et Eunomianis et Macedonianis, De Haerisibus et Haeretics, интересовали его всю оставшуюся жизнь, а этими записями он впоследствии неоднократно пользовался. Самая обширная запись касается Троицы, в которой Ньютон выписал мнения богословов, внёсших основной вклад в формулировку этого догмата в период богословских споров IV века: Афанасия Великого, Григория Назианзина, Иеронима Стридонского, Августина и других. Не менее, чем доктринальные вопросы, Ньютона интересовала личность и деятельность Афанасия Великого, внёсшего решающий вклад в победу над арианством. Судя по выпискам, Ньютон стремился изучить всю литературу по интересующему его вопросу, как ранних Отцов Церкви (начиная с Иустина Мученика), так и современных ему богословов — Дионисия Петавия и своего предшественника в Тринити-колледже Герберта Торндайка.
По мнению биографа Ньютона Ричарда Уэстфолла, в это время у учёного сформировалось мнение, что в IV—V веках была проведена масштабная фальсификация Библии, исказившая существовавшее в ранней церкви учение. Целью этой фальсификации было обоснование догмата о Троице. В своём блокноте Ньютон высказывает сомнение в аутентичности некоторых отрывков из Библии. Развёрнутая аргументация против подлинности 1 Иоанна. 5:7 и 1 Тимофею. 3:16 войдёт впоследствии в трактат «Историческое прослеживание двух заметных искажений Священного Писания» (англ. An Historical Account of Two Notable Corruptions of Scripture). Ньютон обнаружил, что некоторые слова или даже буквы, существенные для понимания смысла текста, отсутствовали в ранних рукописях Нового Завета, и соответствующие прочтения не были известны ранним Отцам Церкви. Тот факт, что искажённые версии не использовались в полемике против ариан, где это было бы уместно, поскольку подтверждало бы точку зрения их противников, было дополнительным аргументом. Время искажения текстов Ньютон относил к IV веку, когда произошла победа доктрины Афанасия Великого над Арием и его последователями. Учёный проследил появление ключевого для данной полемики понятия ὁμοούσιος (с др.-греч. — «единосущный»), введённого на Первом Никейском соборе в 325 году, и согласился с теми церковными иерархами, которые тогда выступили против этого слова, как еретического нововведения. Согласно Ньютону, поклонение Христу как Богу является разновидностью идолопоклонства, для него — главного из грехов, и слово Idolatria присутствует среди заголовков в его блокноте. Дальнейшим выводом стало убеждение в том, что результатом искажения веры стали уход от нравов ранней церкви и сосредоточение власти в руках церковных иерархов, развитие института монашества. Всё это для Ньютона было связано с именем Афанасия Великого. Свои христологические воззрения Ньютон суммировал в 1672—1675 годах в 12 тезисах, из которых можно сделать вывод, что к этому времени его взгляды приняли арианскую форму в исходном смысле этого слова. Он признавал Христа как божественного посредника между Богом и человеком, подчинённого Отцу, создавшему его. Христос своей жизнью и смертью заслужил право, чтобы ему поклонялись, хотя и не в той степени, которая положена Отцу. Человек Иисус, по Ньютону, не являлся ипостасным единением божественной и человеческой природ, но был сотворённым логосом, воплощённым в человеческом теле. За его заслуги Бог возвысил его и посадил по правую руку от себя.
Таким образом, религиозные взгляды Ньютона начиная с 1670-х годов существенно отклонялись от тех, которые общество считало приемлемыми. В этот период в Англии и, в частности в Кембридже, недостаточно благочестивое поведение могло привести к существенным последствиям. Так, в 1669 году феллоу колледжа Киз Дэниел Скаргилл (Daniel Scargill) был изгнан из университета за неблагочестие и атеизм и был прощён только после публичного покаяния, и это был не единичный случай. При этом учитель Ньютона Исаак Барроу был известным богословом и автором трактата в защиту Троицы, направленным против арианства и социнианства. Не желая подвергать свою академическую карьеру опасности, Ньютон предпочёл сохранить свои взгляды в тайне.

### Изучение пророчеств

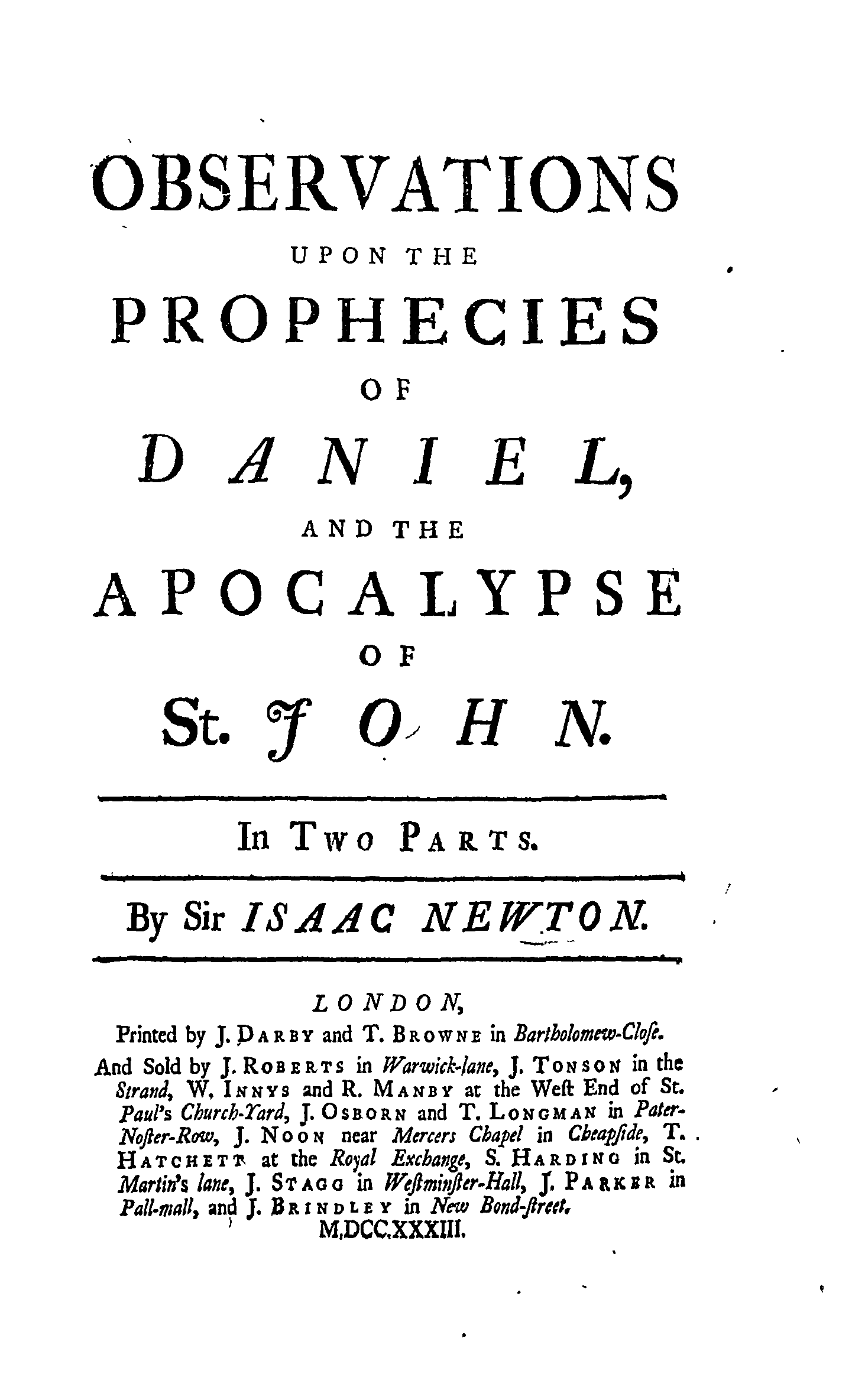
Титульный лист первого издания «Observations upon the Prophecies of Daniel and the Apocalypse of St. John», 1733 год.

Тесно связанным с христологическими исследованиями Ньютона был вопрос о пророчествах, интерес к которому возник в то же время, что и к ранней церковной истории. В начале своего пребывания в Кембридже Ньютон приобрёл книгу Иоанна Слейдана «De Quatuor Monarchiis», в котором сон пророка Даниила толковался применительно к четырём древним царствам — Вавилонскому, Персидскому, Греческому и Римскому. Первые следы этой темы в записях Ньютона можно проследить среди его 12 богословских тезисов, в седьмом из которых было отмечено, что только Отец обладает знанием будущего. Долгое время существовавшее представление о том, что интерес к этой теме, прежде всего к пророчествам Даниила и Апокалипсису, возник у него в преклонные годы, был следствием того, что обобщающий трактат «Observations upon the Prophecies» («Наблюдения о пророчествах») был издан посмертно. Однако после изучения записных книжек Ньютона 1670-х годов стало понятно, что уже тогда он считал этот вопрос важнейшим и к сделанным вначале выпискам неоднократно возвращался впоследствии. По представлениям Ньютона, пророчества обращены в будущее и должны помочь распознать Антихриста. В этих исследованиях Ньютон первоначально следовал за Джозефом Мидом (1586—1639) и Генри Мором, с их концепцией великого отступничества христианской церкви, произошедшего около 400 года в правление византийского императора Феодосия II (402—450). Принцип синхронизма Мида предполагал, что через 1260 лет от этого времени произойдёт разрушение царства Антихриста и возвращение к истинному апостолическому христианству. То есть это должно было произойти в середине или в конце XVII века, в зависимости от года, от которого отсчитывалось отступничество. При этом, однако, Ньютон не был склонен отождествлять истинную веру с государственной церковью Англии, вкладывая в понятие «отступничества» свой собственный, с годами всё менее понятный, смысл. В поздних рукописях, лёгших в основу печатного издания «Наблюдений», смысл и содержание отступничества уже совершенно непонятны, но в рукописях 1670-х годов это учение о Троице.
Внимание Ньютона было приковано к IV веку, который он считал критическим периодом в человеческой истории, когда человечество прекратило поклонение истинному Богу. Как и его современники-пуритане, в своих расчётах даты Второго пришествия Ньютон относил начало открытия седьмой печати к 380/1 году, когда фактически завершился арианский спор — этот период должен завершиться после того, как прозвучат семь труб. Согласно ранним записям о пророчествах, первые шесть прозвучавших труб соответствовали варварским нашествиям, обрушившимся на Римскую империю. В отличие от Мида, Ньютон не связывал пророчество о трубах с падением папства и торжеством Реформации. После того, как конец света не состоялся в 1641 году (381 + 1280), появились новые датировки. Так, Уильям Уистон предложил взять за основу год переворота Одоакра в 476 году, что давало 1736 год. В начале 1670-х годов Ньютон не ждал Второго пришествия раньше конца XIX века, исходя из датировки четвёртой трубы 607 годом, когда в Риме восторжествовали идолопоклонцы-тринитарии, а в Византию вторглись варвары-ариане.
Страницы исследований о пророчествах содержат также мысли Ньютона о значимости своих исследований. Помимо чисто догматических отклонений, уход с предначертанного Богом пути привёл, по мнению Ньютона, в современной ему Церкви к торжеству людей алчных и амбициозных. Учёный не строил иллюзий о том, как его выводы будут восприняты обществом, как образованными, так и невежами, не желающими понимать суть религии, которую они исповедуют. И только малая часть из тех, кто называет себя христианами, посвящают себя поискам истины — очевидно, что Ньютон причислял себя к этим последним. Со свойственной ему методичностью, Ньютон следовал выработанной им системе толкования пророчеств. Он сформулировал 15 правил толкования для устранения произвольности при выборе значений в текстах, допускающих несколько значений. Затем он сопоставлял части Откровения между собой и упорядочивал их согласно их одухотворённости и гармоничности содержащихся в нём виде́ний. Вслед за Дж. Мидом, Ньютон пытался следовать толковательным традициям Древнего Востока; он, в частности, знал о сонниках Артемидора и Ахмета. Решая задачу соотнесения указаний пророчеств с историческими событиями, Ньютон начал сомневаться в аутентичности сохранившегося текста Библии. Начав со сравнения текста Откровения, он к концу жизни изучил примерно 20 версий, не считая двух рукописей Джона Ковела из колледжа Христа и отдельных цитат в произведениях раннехристианских авторов. В результате ещё на ранней стадии своих исследований Ньютон составил сравнение чтений всех доступных ему версий Апокалипсиса, стих за стихом. Одновременно с этим он изучал современные труды историков церкви — кардинала Барония, Филиппа Клювера и Жиля Бушье. После этого, желая досконально изучить и безошибочно восстановить ход событий интересующего его периода, Ньютон обратился к обширному корпусу патристической литературы и позднеантичных историков, языческих и христианских, речам, письмам, правовым источникам. Так, для его хронологических построений было важно, что в 408 году началось вторжение вестготов в Римскую империю, и для уточнения датировки событий Ньютон делал выписки из Орозия, Проспера Аквитанского и Марцеллина Комита. При этом, Орозий датировал вторжение годом ранее, как и Кассиодор, но основываясь на свидетельствах других историков Ньютон доказывал, что смерть римского полководца Флавия Стилихона, традиционно помещаемая после вторжения, наступила именно в 408 году. Скрупулёзно работая с многочисленными источниками, на материале исторических событий V и VI веков Ньютон обосновывал свою концепцию влияния Бога на человеческую историю.

## Взгляды на отдельные религиозные проблемы

### Искажение текста Библии
Значительное число эмоционально написанных текстов Ньютона посвящено искажению текста Нового Завета и обличению тех, кто за это ответственен. К огромному числу фальсификаторов Ньютон причисляет современных ему католиков («папистов»), деистов и атеистов, английских сектантов («энтузиасты»), раннехристианских монахов, отвергнувших Христа фарисеев, последователей Томаса Гоббса и их античных единомышленников-эпикурейцев. К этой же категории относились смешивающие метафизику и религию философы, в частности Декарт и Лейбниц, и их предшественники каббалисты, гностики и платонисты. Все они были врагами Бога Ньютона, но степень этой вины была различна. Евреи и, возможно, атеисты, могли заслужить спасение. Распространявших суеверия и пророчества религиозных энтузиастов Ньютон приравнивал к атеистам и безумцам — в этом Ньютон разделял точку зрения Генри Мора и Генри Бёртона (1578—1648). Заблуждения монахов Ньютон объяснял галлюцинациями. Особое негодование Ньютона вызывали две группы фальсификаторов, паписты и метафизики. Первые осуждались за то, что они по сути своей являются идолопоклонниками, поклоняющимися ложным богам и различным предметам (мощам), они узурпировали светскую власть и виновны в смерти многочисленных невинных жертв. Папство для Ньютона — царство Антихриста, и история его появления являлась одним из предметов изучения Ньютона. В этом же контексте следует рассматривать интерес Ньютона к каббале, известной ему, вероятно, по книге Христиана фон Розенрота «Kabbala Denudata», содержащей изложение идей из «Книги Зогар» и лурианской каббалы. В XVII веке утверждение о том, что книга Зогар составлена во II веке, считалось истинным, и для Ньютона она была не плодом размышлений еврейских мистиков, а ценным источником времён раннего христианства. Учения каббалистов, платонистов и гностиков, по мнению Ньютона, содержали неприемлемые теории духовной эманации всех духовных сущностей от божества, что делало их единосущными ему и отрицало догмат о творении из ничего. Внедрение этих ложных идей в раннее христианство произошло при обращении соответствующих религиозных групп в первых веках, когда они принесли в церковь свои заблуждения. Распространение платоновских идей Ньютон связывал прежде всего с именами богословов II века Климента Александрийского и Афинагора. Гностиков, начиная с Симона Мага, Ньютон обвинял в изобретении догмата о Троице и разнообразных языческих богохульствах. Идейными наследниками этих древних метафизиков были последователи Декарта и Лейбница, которые вместо того, чтобы заниматься познанием Бога, пытаются понять его свойства. Не известно, какова степень участия Ньютона в переписке Лейбница с Кларком, но его личное знакомство с проживавшим в Лондоне Кларком в этой связи очень вероятно. Существенным аргументом со стороны Лейбница в этой полемике было то, что вселенная Ньютона недостаточно хороша, раз она не может существовать без постоянного вмешательства Бога.
Двум важным аргументам в критике догмата о Троице, «Иоанновой вставке» 1Ин. 5:8 и 1Тим. 3:16, посвящён трактат «Историческое прослеживание двух заметных искажений Священного Писания». В нём Ньютон доказывал, что греческий текст Библии Эразма Роттердамского не точен и соответствующие цитаты не могут использоваться как доказательства в полемике о Троице. Вместе с этим, Ньютон нашёл ряд мест, которые подтверждали правоту его позиции. Анализируя фразы 1Кор. 8:6 («но у нас один Бог Отец, из Которого все, и мы для Него, и один Господь Иисус Христос, Которым все, и мы Им») и Ин. 10:30 («Я и Отец — одно»), Ньютон не находит в них подтверждения онтологического единства лиц Троицы. Исследования Ньютона в этом направлении не были уникальным явлением: мнение о неаутентичности указанных стихов высказывал Ричард Бентли (не делая, однако, из этого вывода о ложности учения о Троице), а в 1690-х годах обширный проект по сверке различных чтений Нового Завета предпринял Джон Милл (1645—1707).
Согласно Ньютону, пророчества из Откровения Иоанна Богослова предсказывали фальсификацию текста Библии, которая произошла в IV веке, когда Афанасий Великий и Римская церковь приняли меры для обоснования догмата о Троице. Афанасий был глубоко антипатичен Ньютону, и в «Paradoxical questions» содержатся многочисленные обвинения в его адрес, включая обвинения в лжесвидетельствовании, убийстве, прелюбодеянии и захвате Александрийской епископии. Ньютон подробно изучал свидетельства церковных историков о роли Афанасия в событиях арианского спора и мелитианского раскола, приведшие к изгнанию александрийского епископа на Тирском соборе в 335 году. Обосновывая важность Тирского собора, Ньютон придавал ему бо́льшее, чем у Никейского собора, значение и, поскольку на нём был принят в общение Арий и изгнан Афанасий, отмечал неверное представление о нём, как о не имеющем значения. Всё это должно было подтвердить тезис о ничтожности никейских богословских инноваций. В этих своих взглядах Ньютон находится в согласии со своим старшим современником Петавием и историками церкви XX века Ричардом Хэнсоном, Джоном Келли и Леонардом Престиджем. Помимо этого, Афанасию Ньютон приписывал практику фальсификации свидетельств о чудесах и организацию торговли мощами.

### Христология
Основным вопросом, занимавшим Ньютона в сфере богословия, была личность Иисуса Христа, его природа и его взаимоотношение с Богом Отцом. В его многочисленных рукописях окончательная позиция по многим частным проблемам христологии не была сформулирована. Ньютон был знаком с трудами современных ему антитринитариев — Сэмюеля Кларка, Уильяма Уистона, Томаса Эмлина (1663—1741), Хоптона Хейнса (1672—1749) и Сэмюэля Крелла (1660—1747), использовал сходную, основанную на цитировании Библии аргументацию, однако развивал свои теории независимо. По мнению американского исследователя Фрэнка Мэньюэла, было бы ошибкой отнести Ньютона к одной из антитринитарианских деноминаций — арианам, социнианам, унитарианам или деистам. Выводя многие проблемы богословия из искажения Писания во время арианского спора, прежде всего из-за деятельности Афанасия Великого и Ария, в одной из рукописей Ньютон следующим образом сформулировал своё видение проблемы:

Оба они запутали церковь метафизическими мнениями, которые выражали на новом языке, не известном из писаний. Греки, чтобы сохранить церковь от этих нововведений и метафизических сложностей и положить конец вызванным этим проблемам, на нескольких своих соборах анафематствовали новый язык Ария и вскоре смогли отказаться от нового языка омоусиан и вернуться к языку Писания. Омоусиане сделали отца и сына одним Богом по метафизическому единству сущности; греческие церкви отвергли всё метафизическое богословие Ария и омоусиан и сделали отца и сына единым в монархическом единстве, единстве по владычеству. Сын получает всё от Отца, подчиняясь ему, исполняя его волю, сидя на его троне и называя его своим Богом, причём есть только один Бог, Отец, так же как есть царь со своим вице-царём, но при этом только один царь… И поэтому отец и его сын не могут называться одним царём по своей единосущности, но могут называться одним царём по единству владычества, поскольку Сын вице-царь при своём отце. Поэтому Бог и его сын не могут быть названы одним Богом по единосущности.
Оригинальный текст (англ.)Both of them perplexed the Church with metaphysical opinions and expressed their opinions in novel language not warranted by scripture. The Greeks to preserve the Church from these innovations and metaphysical perplexitys and put an end to the troubles occasioned by them anathematized the novel language of Arius in several of their Councils, and so soon as they were able repealed the novel language of the homousians, and contended that the language of the scriptures was to be adhered unto. The Homousians made the father and son one God by a metaphysical unity the unity of substance: the Greek Churches rejected all metaphysical divinity as well that of Arius as that of the Homousians and made the father and son one God by a monarchical unity, an unity of Dominion, the Son receiving all things from the father, being subject to him, executing his will, sitting in his throne and calling him his God, and so is but one God with the Father as a king and his viceroy are but one king… And therefore as a father and his son cannot be called one King upon account of their being consubstantial but may be called one King by unity of dominion if the Son be Viceroy under the father: so God and his son cannot be called one God upon account of their being consubstantial.

Таким образом, точка зрения Ньютона отличалась как от взглядов ортодоксальных сторонников учения о лицах Троицы Первого Никейского собора 325 года (омоусиан), так и их противников. Используемая им при этом аргументация в значительной степени определялась его оригинальными теориями о роли Афанасия Великого в религиозном конфликте IV века и фальсификации текста Нового Завета Иеронимом Стридонским. По наблюдению Ньютона, нигде в Библии имя Бога не обозначает более, чем одно из лиц Троицы одновременно, а если лицо Троицы не уточняется, то имеется в виду Бог Отец. Сын подчиняется воле Отца, признаёт себя меньше его (Ин. 14:28), и только Отец обладает знанием будущего. Однако Христос не просто человек, а Сын божий. Бог имеет эпитет «всемогущий», что, хотя и не ограничивает власть Христа, указывает на производный и несамостоятельный характер его власти. Оба они обладают одинаковыми атрибутами, но имеющими разную природу — у Сына они получены от Отца. Их единосущность для Ньютона равноценна многобожию и язычеству. Ньютон рассматривает вопрос о телесной форме Иисуса, утверждая, что она не была чисто духовной, как у ангелов, но вполне вещественной, что доказывает эксперимент апостола Фомы или в ветхозаветные времена эпизод борьбы Иакова с Богом. По мнению Ф. Мэньюэла, неоднократно встречающуюся в рукописях Ньютона фразу «человек Христос Иисус» (1Тим. 2:5) не следует понимать в духе деистических воззрений XVIII века, согласно которым Иисус был всего лишь одним из пророков. По Ньютону, он был мессией, единственным посредником между Богом и человеком, который после воскрешения приготовит избранным их жилища в отдалённой части вселенной.
Как и Локк, Ньютон отрицал теорию о врождённых идеях, полагая, что истинное знание возможно только о том, что доступно нашим органам чувств. Представление о сущности (усии, др.-греч. οὐσία) и производном от него понятии «единосущный» (др.-греч. ὁμοούσιος), изобретённом во время богословских споров III века по поводу учения Павла Самосатского, к таким концепциям не относится. Однако, хотя Ньютон отрицал осудивший арианство Первый Никейский собор 325 года, среди исследователей нет единого мнения о том, был ли сам Ньютон арианином, а если был, то до конца ли жизни. Основными положениями этого религиозного учения являются сотворённость Иисуса Христа из ничего, подобно остальным творениям Бога, и что было время, когда Сын не существовал. Луис Тренчард Мур приводит цитаты из записей учёного («Argumenta and Twelve Points on Arian Christology»), подтверждающие согласие Ньютона с обоими этими утверждениями. Аналогичные мысли содержатся в рукописи, датируемой периодом между 1672 и 1675 годами, то есть ранним периодом религиозных размышлений учёного. В более поздних бумагах периода службы в Монетном дворе христологические размышления Ньютона принимают монархианистическую направленность. Учитывая размышления Ньютона на тему смысла слова др.-греч. οὐσία и его производных, Т. Призенмайер предполагает близость поздних взглядов Ньютона с омиусианами и последователями Евсевия Кесарийского. Наконец, в рукописях 1690-х годов и более поздних Ньютон принимает никейское толкование слова «единосущный», оставаясь, однако, при прежнем отрицательном мнении о поведении Афанасия Великого.
В отличие от некоторых своих единомышленников, открыто высказывавших свои антитринитарные убеждения и страдавших за них, Ньютон уклонился от борьбы за обновление церкви. Он не вступил в основанное Уильямом Уистоном «Общество за восстановление изначального христианства» («Society for the Restoration of Primitive Christianity»), и тот в своих мемуарах обвинял Ньютона в религиозном двуличии. Уже после смерти Ньютона Хоптон Хейнс критиковал его за то, что он не возглавил реформацию в церкви подобно Лютеру или Кальвину. Одну из возможных причин этого учёный высказал в беседе с Джоном Кондуитом: рано или поздно церковные догматы о Троице так же уйдут в прошлое, как католический догмат о пресуществлении, так что нет смысла устраивать волнения против зла, чьи дни на исходе.

### Происхождение науки и религии

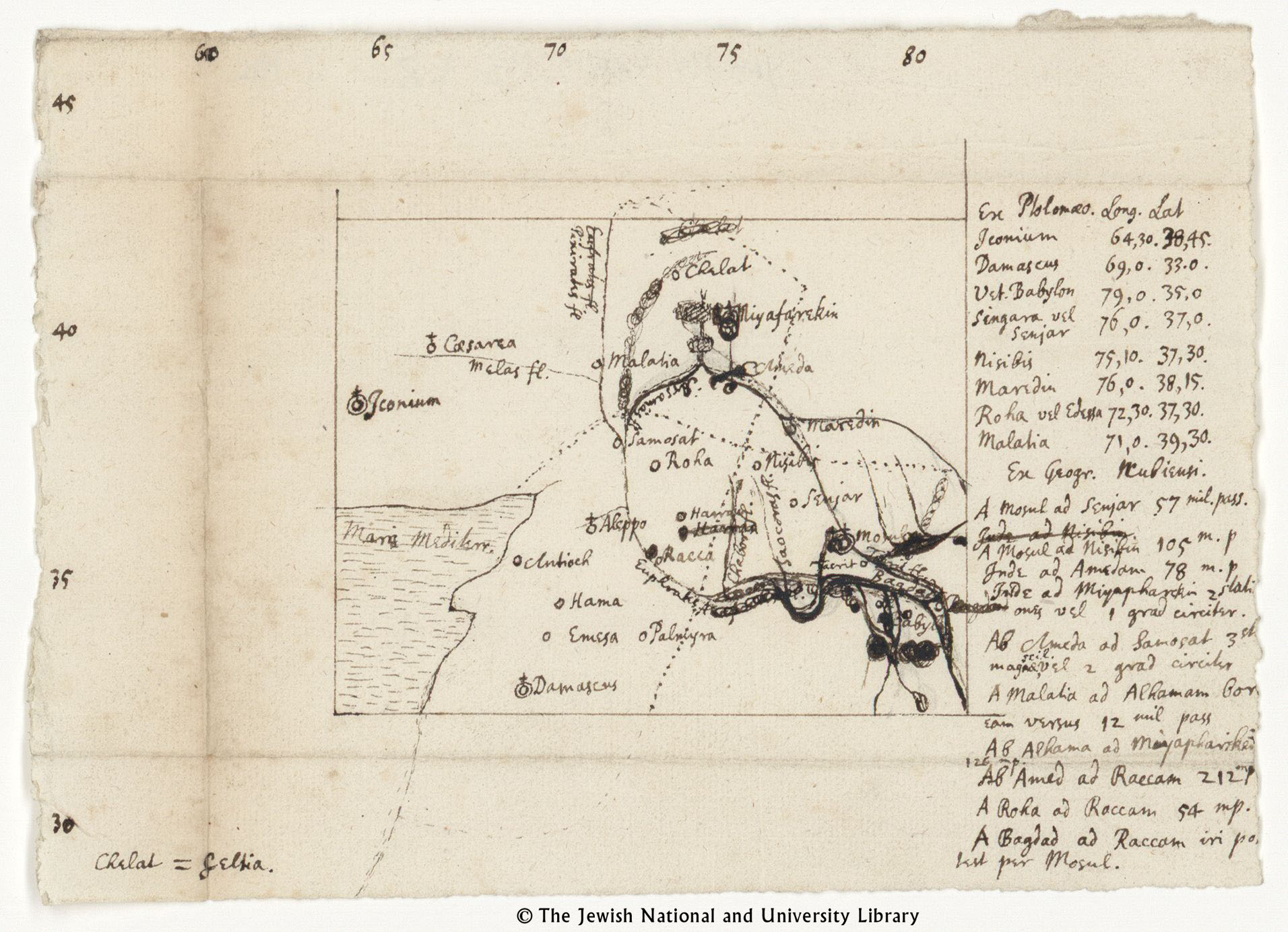
Карта Ближнего Востока, нарисованная Ньютоном

Достаточно фрагментарные взгляды Ньютона на историю науки и религии изложены в бумагах, озаглавленных «The Original of Religions» («Происхождение религий»). В их основе лежала концепция о том, что знание божьего творения, то есть природы, в каждую эпоху соответствовало знанию истинной природы божества. Таким образом, в древнюю эпоху истинного монотеизма, в до-сократовской Греции и в современный Ньютону период оба эти знания являлись истинными, тогда как у языческих идолопоклонников, в Греции времён философских школ Платона и Аристотеля и в период господства папистского тринитаризма эти знания были ложными. Из ньютоновского описания древнего монотеизма и ритуалов, практиковавшихся после Потопа в Древних Египте, Вавилонии, Индии и Халдее, следует отождествление ранней науки с религией и доступность постижения Бога человеку в те времена. Священники и религиозные лидеры того времени были также учёными и философами, получавшими знания о Боге во время своего общения с ним в состоянии транса. Таким образом они смогли получить знание о разнообразных явлениях на небе и на земле. Это знание было сохранено в документах, из которых до сих пор можно узнать фундаментальные тайны мироздания. Эти мудрецы, как и Ньютон, полагали, что всё имеет единую причину, и из неё выводили все следствия. Политеизм же враждебен знанию, поскольку он предполагает идею о личных и противоречивых причинах в природе, что связывается с ложными богами. Древние монотеисты практиковали научное прославление бога в двух основных формах, астрономии и химии, и это знание было передано грекам. Вопросом, к которому часто обращался Ньютон, была причина ухода от высказанных в Библии слов Бога к языку мифов. По его мнению, из-за того, что учёным-священникам приходилось иметь дело с необразованной толпой, как Моисею с бунтующими евреями, им приходилось излагать истину упрощённо, как для детей. Таким образом, египетские иероглифы, бывшие изначально изложением фактического знания, стали выражением поклонения животным. Египтяне же первыми начали поклоняться ложным богам, а затем по торговым путям лжерелигия распространилась в Грецию и Ассирию. Идолопоклонничество в этот период приняло форму астрологии.
Исследования Ньютона о ранней истории христианства были достаточно типичны для Англии его времени. Начиная с появившихся в годы Английской революции работ Джона Селдена (1584—1654) и Эдварда Стиллингфита (1635—1699), а затем в трудах  (1632—1676) и Джона Толанда (1670—1722) развивалось представление о роли иудейской синагоги как источника установлений древней церкви. В наиболее полном виде представления Ньютона о ранней истории христианской церкви сохранились в записях, озаглавленных «Of the Church» («О церкви»). Произведение не было закончено, сохранившиеся рукописи содержат множество правок. В этом трактате Ньютон излагает своё представление о древней церкви как о «воинстве небесном» (Дан. 8:10), обладающем внутренним единством и простотой веры. Далее излагается идея о соглашении между Богом и верующими и разделении богословского знания на простое «молоко для детей» (англ. Milk for Babes) и сложное «мясо для взрослых» (англ. Meats for Men of Full Age). Единство церкви было нарушено в период первых вселенских соборов, что положило начало разрушению согласия с Богом. Исходно истинная вера, предоставленная святым и пророкам, была извращена принимавшими христианство язычниками и евреями, платонистами и каббалистами. В целом, в этом произведении излагаются идеи, высказанные в других произведениях. В «О церкви» Ньютон проводит параллель между организацией древней церкви и устройством храма Соломона и синагоги. Действиями папы Дамасия (366—384) и императоров Валента (364—378) и Валентиниана I (364—375), желавших установить контроль над церковью, Римская империя была разделена на Восточную и Западную.
В отличие от Бэкона, Ньютон никогда полностью не разделял науку и религию, разве что с точки зрения методологии исследований: наука ничего не могла добавить к догматическому богословию, а последнему было не место на заседаниях Королевского общества. Деятельность учёного должна основываться на религиозных и моральных принципах, главными из которых являются любовь к ближнему и любовь к Богу. Бо́льшую часть своей жизни Ньютон был безразличен к практическим следствиям своих открытий, сознавая, однако, потенциальную опасность научного знания. В 1676 году он писал Генри Ольденбургу о своих опасениях в связи с алхимическими открытиями Бойля. Участие учёных в создании военной техники Ньютона не очень беспокоило, хотя он советовал Дэвиду Грегори держаться подальше от изобретённых его отцом пушек. По замечанию Фрэнка Мэньюэла, деятельность Ньютона была последней великой попыткой вернуть науке и её рациональным методам святость.

### Алхимия и оккультизм
Алхимия интересовала Ньютона как с практической, так и с философской точки зрения. Согласно Ньютону, древние достигли значительных успехов в изучении стихии огня и тайных свойств металлов, особенно в Египте, прежде всего в трудах Гермеса Трисмегиста. Ньютон оставил комментарий к его текстам, не придавая большого значения разоблачению Исааком де Казобоном (1559—1614) «Герметики» как произведения, созданного после возникновения христианства. По представлению Ньютона, открытия Гермеса передавались через века, сохранив различные определения, изображения и символы. Те алхимики, которые подобно Михаэлю Майеру (1568—1622) следовали этой аутентичной традиции, находились на правильном пути моральных исследований, пытаясь найти первопричину и общий принцип. Таким образом, алхимики занимались описанием явлений природы, в отличие от современных Ньютону метафизиков вроде Декарта и Лейбница, которые пытались построить систему, ложно представляющую божий мир. По мнению Ньютона, истину можно найти не только путём толкования Апокалипсиса, но и изучением алхимической традиции. С другой стороны, теории розенкрейцеров ему были чужды, поскольку уводили слишком далеко от Библии.

### Отношение к иудаизму
Впервые тезис о возможном влиянии иудаизма на религиозные представления Ньютона прозвучал в речи экономиста Джона М. Кейнса по случаю 300-й годовщины со дня рождения учёного. В ней Кейнс, являвшийся владельцем одного из крупнейших собраний рукописей Ньютона, высказал мнение, что Ньютон был не столько унитарианским арианином, сколько «иудейским монотеистом школы Маймонида». Это высказывание долгое время оставалось не замеченным исследователями жизни и идей Ньютона, поскольку ранее подобная идея не входила в число возможных, а причина, почему Кейнс высказался таким образом, не была понятной — тем более, что он не являлся экспертом по вопросам, связанным с данным еврейским средневековым богословом. Впоследствии выяснилось, что эта тема была предметом неоднократных бесед Кейнса с другим известным коллекционером рукописей Ньютона, Абрахамом Яхудой, который хорошо разбирался в течениях еврейской средневековой мысли и обнаружил её следы в бумагах Ньютона. Известно также, что в библиотеке Ньютона имелось 24 книги на тему иудаизма, включая четыре книги Маймонида. При этом Ньютон владел ивритом в минимальной степени, достаточной только для понимания общего смысла оригинала Ветхого Завета.
Среди принадлежавших Яхуде рукописей Ньютона оказалась одна, озаглавленная «On Maimonides» («О Маймониде») и содержащая заметки Ньютона, сделанные при прочтении латинского издания «Мишне Тора». В том, что труды еврейского богослова и философа использовались христианскими богословами, не было ничего необычного начиная с XIII века, когда его величайший труд «Путеводитель растерянных» стал известен в Западной Европе. Высказанные в этом произведении идеи, объединяющие философию Аристотеля с Библией, граничили с ересью, так что после рассмотрения комиссией Фомы Аквинского «Путеводитель» был запрещён. Он был опубликован на латыни в 1629 году немецким гебраистом Иоганном Буксторфом, после чего стал широко известен. Помимо прочего, Маймонид являлся одним из основных источников сведений о еврейских религиозных обрядах, а также сведений о пропорциях храма Соломона. В связи с распространёнными в рассматриваемый период в Англии ожиданиями наступления тысячелетнего царства Господня, когда храм должен быть восстановлен в своих оригинальных пропорциях, были популярны расчёты параметров Храма. Занимался этим и Ньютон. По предположению современного философа Ричарда Попкина, влияние идей Маймонида можно обнаружить в ньютоновской «Общей схолии», изданной как приложение к третьей книге «Математических начал натуральной философии», в которой предлагалось доказательство существования Бога, исходя из его свойств.

## Бог и вселенная

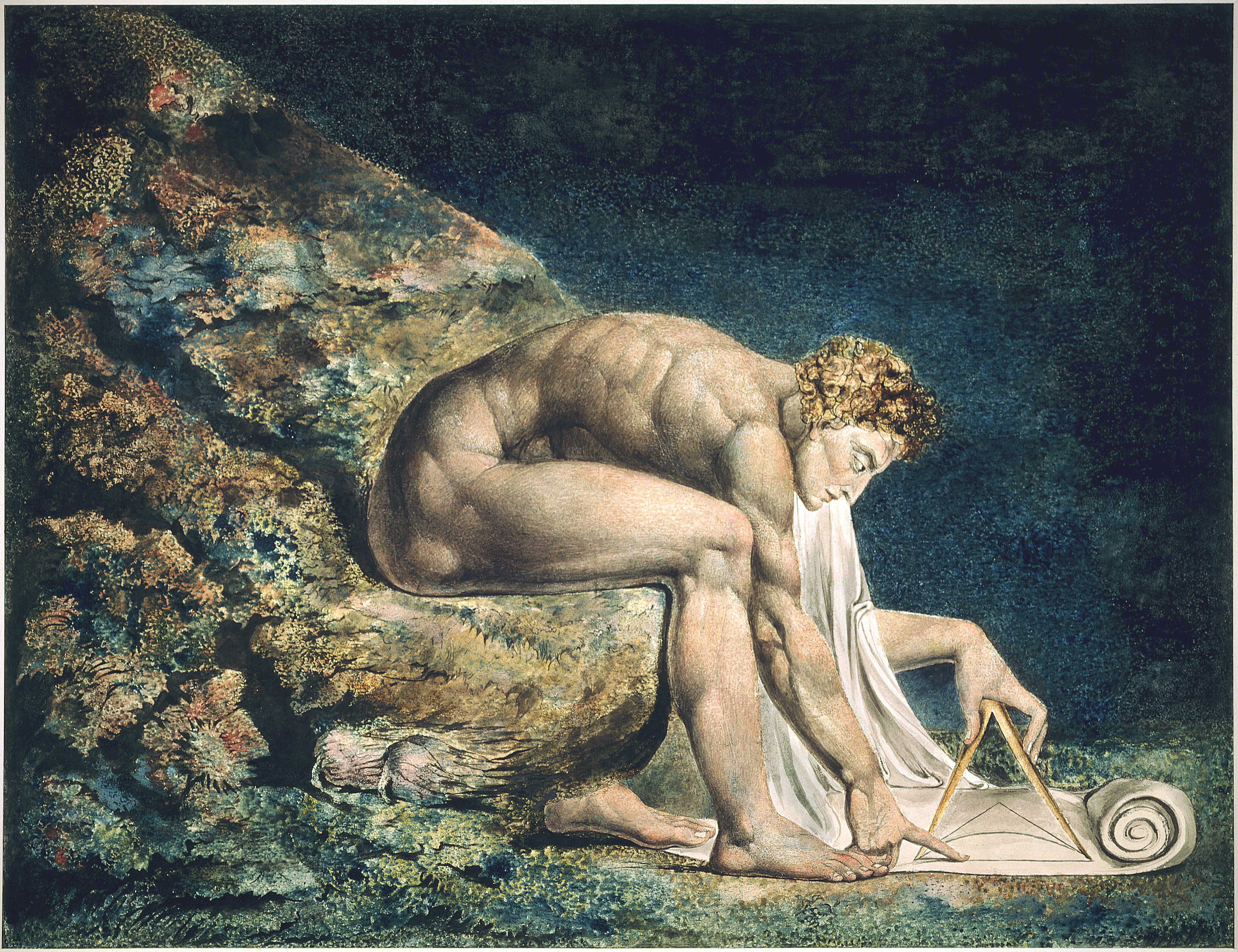
Ньютон в образе божественного геометра, рисунок Уильяма Блейка.

Наиболее полно и определённо свои взгляды о Боге Ньютон изложил в изданной 1713 году «Общей схолии», определив его как существо, наделённое абсолютной властью и абсолютной свободой воли, вездесущее и неограниченно влияющее на материальные тела. Для Ньютона неприемлемы метафизические представления, согласно которым материя движется по какой-то раз и навсегда установленной причине: или по причине «излияния» божественного начала в мир, или же по причине имманентных ей свойств — такое объяснение ограничивало бы власть Бога над своим творением. Существование гравитации требует «постоянного чуда» (англ. continual miracle), совершаемого Богом для предотвращения сближения Солнца, звёзд и планет. При этом, как правило, Бог реализует свою власть над миром, используя не непосредственное вмешательство, а вторичные механические силы.
Появление этого представления связано с перепиской Ньютона и Ричарда Бентли, состоявшейся в 1692 году. Бентли задал Исааку Ньютону вопрос о том, почему, если везде во Вселенной действует гравитация, и звёзды являются материальными объектами, мы не наблюдаем их движения? Ньютон предложил, что звезды кажутся неподвижными из-за бесконечности вселенной и равномерного расположения звезд в ней (как атомов в кристаллической решётке). Однако он также осознал, что такое расположение должно быть нестабильным. Это привело Бентли (и Ньютона) к выводу о том, что в космосе действует активный, разумный и всемогущий Создатель.
Детальная аргументация и контраргументация относительно ньютоновской концепции власти Бога над миром приводятся в полемической переписке Лейбница с Сэмюелем Кларком 1715—1716 годов. По мнению Ньютона, человек не может знать пределы божественного всемогущества, ему недоступно даже знание о том, единственным ли способом Творец создал материю. В трактате «De gravitatione et aequipondo fluidorum», датируемом примерно 1684 годом, Ньютон излагает свою теорию возможного образования сущностей, по своим свойствам подобных реальным телам. Согласно опубликованным в 1962 году бумагам Ньютона, пространство и время абсолютны и являются свойствами Бога:
Пространство есть эманативный эффект изначально существующей сущности (то есть Бога), ибо если дана некоторая сущность, то тем самым дано и пространство. То же самое можно сказать и о длительности. Оба они, пространство и время, являются некоторыми эффектами, или атрибутами, посредством которых устанавливается количество существования любого индивидуума (сущности), принимая во внимание величину его присутствия и его постоянства в бытии. Таким образом, количество существования Бога с точки зрения длительности является вечным, а с точки зрения пространства, в котором оно наличествует (актуально), бесконечным.
Для Ньютона физическое и геометрическое пространства фактически эквивалентны, то есть пространства сущностей, доступных воображению и рассудку. Учёный утверждает невозможность отождествления тел с занимаемым ими пространством, поскольку пространство вечно, а признание вечности материальных тел ведёт к атеизму.

## Влияние и изучение

### Изучение и критика богословских трудов Ньютона

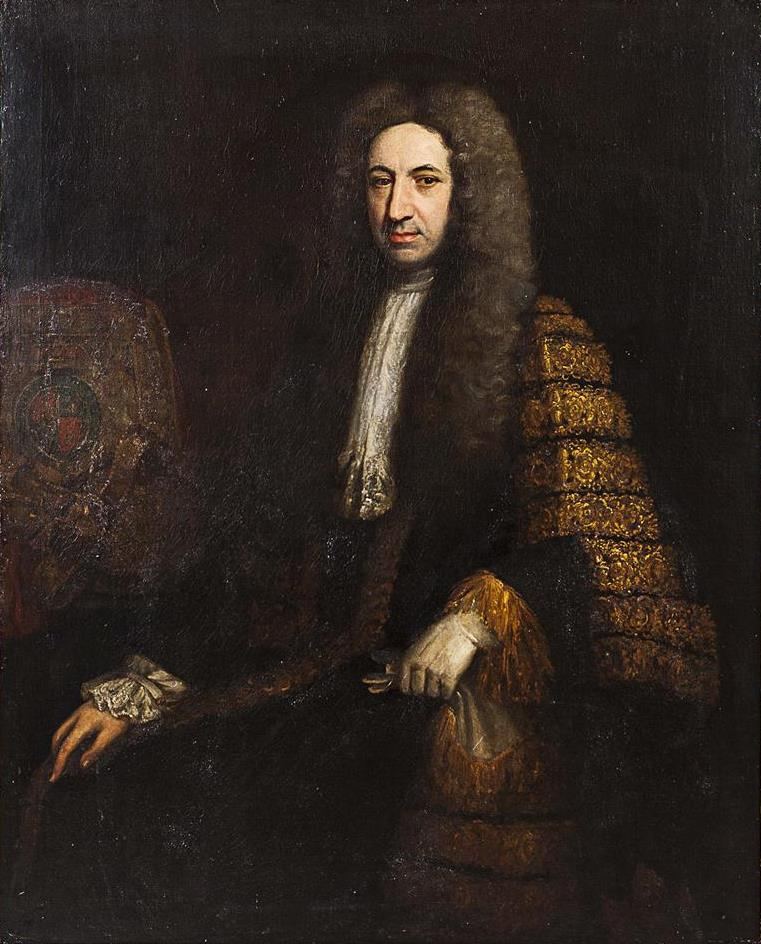
Питер Кинг, барон Окхэм (1669—1734), Лорд-канцлер в 1725—1733 годах.

Хотя Ньютон при жизни не публиковал свои богословские труды, информация о его интересах постепенно распространялась среди друзей и знакомых. Собеседником и в некоторой степени единомышленником Ньютона был философ Джон Локк, близким другом и родственником которого был крупный политический деятель Питер Кинг, барон Окхэм. Последнему Локк сообщал, что Ньютон не только имеет значительный талант в математике, но является выдающимся богословом: эта тема интересовала Кинга, не раз оказывавшего покровительство богословам сомнительной ортодоксальности. Поэтому не удивительно, что, издавая в 1733 году «Наблюдения о пророчествах Даниила и Апокалипсиса», Бенджамин Смит решил посвятить это произведение Кингу. При жизни Ньютона влияние его идей испытал антиквар и археолог Уильям Стьюкли (1687—1765), продолживший попытки своего учителя восстановить план храма Соломона. Впоследствии Стьюкли высказывал сомнения в точности вычислений в «Хронологии древних царств». Изданная в 1728 году «Хронология» была посвящена почитательнице Ньютона королеве Каролине, поддерживавшей и поощрявшей хронологические исследования Ньютона в 1710-х — 1720-х годах. Однако даже имя королевы не смогло предотвратить серьёзную критику этих трудов покойного учёного. Одним из первых на «Хронологию» откликнулся священник из Бристоля Артур Бедфорд, заявивший, что книга Ньютона разрушает всю священную историю. Его критика была направлена против астрономических методов датировки, использованных Ньютоном. Бедфорд указывал, что хронология Ньютона противоречит устоявшимся датировкам, относительно которых было согласие среди крупнейших авторитетов того времени — Джеймса Ашшера, Уильяма Ллойда, Ричарда Камберленда и Уильяма Бевериджа. При поддержке Общества по распространению христианского знания он выпустил свою книгу, в которой защищал основы веры в «Спасителя от древних и новых ересей, которые разрушили все восточные народы и распространили среди них магометанство». По мнению Бедфорда, своими теориями Ньютон подвергает сомнению авторитет и древность Библии. Одновременно с этим стало распространяться подозрение, что Ньютон разделял еретические взгляды Уильяма Уистона и Сэмюеля Кларка. В этой связи Уистон усугубил спекуляции, заявив, что толкование Кларком пророчества пророка Даниила основывалось на предположениях Ньютона и всё разъяснится после опубликования его книги на эту тему. Затем последовал ряд заявлений от друзей Ньютона, которые поделились своими предположениями о неортодоксальности религиозных взглядов покойного учёного. Таким образом, вышедшие в свет «Наблюдения» привлекли пристальное внимание критиков.
Книгу использовали обе стороны богословской полемики Даниэля Уотерлэнда и Захарии Пирса против Коньерса Мидлтона, однако в остальном Уотерлэнд выражал своё неприятие идей Ньютона и Кларка, сожалея, что никто не написал опровержение высказанных Ньютоном обвинений в адрес Афанасия Великого. Эту задачу взял на себя Захария Грей, обрушившийся с сокрушительной критикой на 14-ю главу «Наблюдений» и опровергавший положения Ньютона о том, что пророчества Даниила не имеют отношения к Христу и что среди христиан первых веков распространилось идолопоклонство, под которым Ньютон понимал культ мучеников. На то, что Ньютон датирует начало поклонения святым слишком рано, указывал также священник Артур Янг. И Грей, и Янг ориентировались в своей критике на мнение признанных толкователей ветхозаветных пророчеств — епископа Саймона Патрика (1626—1707) и декана Хэмфри Придо. Наиболее значительным критическим наблюдением Грея было замечание о многочисленных неточностях Ньютона при цитировании источников на древних и восточных языках. Учитывая, что его труды содержали весьма обширные цитаты, это серьёзно подрывало достоверность всего исследования. За склонность к египетским древностям «Хронологию» порицали Сэмюэл Шакфорд и Уильям Уорбертон. Философ Джордж Беркли осуждал тех «поклонников флюксий», которые желают дискредитировать Христа.
Изданное в 1754 году «Историческое прослеживание двух заметных искажений Священного Писания» вновь привлекло внимание к антитринитарным взглядам Ньютона. Для некоторых религиозных деятелей, например Эдмунда Лоу, эта книга стала дополнительным средством в борьбе за обновление церкви.

### Ньютонианство
Относительно взаимоотношения науки и религии в XVII веке существовало два основных направления мысли. Согласно одному из них, это отношение можно было выразить принадлежащей Фрэнсису Бэкону метафорой двух книг, Писания и Природы, каждая из которых создана Богом как выражение его всемогущества и всеведения; книги эти различны по характеру и должны изучаться раздельно. Другое направление развивало идею синтеза науки и религии, который должен был заменить старый союз христианской схоластики и аристотелевской философии. Из этих двух теорий Ньютон был ближе к первой. По сравнению с континентальной Европой, в Англии к концу XVII века процесс разделения богословской и научной в современном смысле этого слова деятельности зашёл уже довольно далеко. В частности, в докладах Королевского общества на научные темы богословская аргументация уже не применялась, а в период, когда его возглавлял Ньютон, сообщения на религиозные темы были запрещены. В конце жизни, в беседе с Джоном Кондуитом, Ньютон выразил благодарность судьбе за то, что ему посчастливилось родиться в свободной стране, где он смог свободно выражать свои мысли, не представ, как Галилей, перед судом инквизиции и не будучи вынужденным покинуть родину, как Декарт. С другой стороны, если Галилей и Кеплер предпочли забыть о своём богословском образовании и советовали своим религиозным оппонентам «идти домой и возделывать своё поле», то в Англии учёные-богословы не видели какого-либо противоречия в этих двух взглядах на мир. Согласно другой метафоре Ф. Бэкона, созданный Богом мир подобен прекрасной ювелирной лавке, о красоте которой нельзя судить по виду с улицы. Поэтому следует изучать скрытые причины вещей для большего прославления Бога.
Представление о науке как форме восхваления Отца, развивалось Робертом Бойлем, который в своей книге Christian Virtuoso доказывал, что экспериментальная философия помогает человеку быть хорошим христианином и что Бог требует не поверхностного, но глубокого изучения его трудов. Не только изучение астрономических явлений позволяет познать его славу, но и исследование устройства любого самого мелкого мускула. Если для Галилея астрономия значимостью и почтенностью предмета своего изучения способствовала славе божьей, то для английских учёных масштабность не имела такого значения. Джон Рэй и Фрэнсис Уиллоби видели Бога во флоре и фауне, Роберт Гук наблюдал его в волосках сырного клеща, Бойль в движении частиц. В трудах Генри Мора приводились телеологические обоснования сотворения различных животных, растений и минералов (см. статью Телеологический аргумент). В 1692 году Ричард Бентли собрал все эти аргументы, увенчав их теорией Ньютона. В 1704 году Сэмюел Кларк те же мысли изложил в более философском ключе. В первые десятилетия XVIII века представление о превосходстве ньютоновской картины мира как высшей формы восхваления созданного Богом мира стало общим местом. Сам учёный относился к этому преимущественно благожелательно, хотя некоторые из взглядов его сторонников противоречили его собственным.

### За пределами ньютонианства
По замечанию американского историка Фрэнка Мэньюэла, изданные труды Ньютона на религиозные темы не оказали глубокого влияния на человечество, и не следует этого ожидать от тех, которые остались неопубликованными. В XVIII и XIX веках Ньютон изредка цитировался в качестве подтверждения совместимости науки и веры: пример глубоко верующего Ньютона должен был доказывать возможность этого. Значительным было влияние «Общей схолии» на богословов германского Просвещения. Швейцарский естествоиспытатель Альбрехт фон Галлер (1708—1777) ссылался на авторитет Ньютона для подтверждения идей о примирении науки и религии. Также фон Галлер сделал выписки из «пророческих» трудов Ньютона. Идеи о пророчествах в 1750-х годах повлияли на немецкого философа Иоганна Георга Гамана. В 1940 году в Иерусалиме богословские рукописи Ньютона были показаны Альберту Эйнштейну (1879—1955), который в результате смог проникнуть в «духовную мастерскую» великого учёного. Однако известного историка науки Джорджа Сартона (1884—1956) аналогичный опыт оставил равнодушным.
В связи с распространённым представлением о Ньютоне как об «отце современной физики», имевшем, по выражению философа Алана Блума, «общую вселенную дискурса» с Альбертом Эйнштейном, актуальным является вопрос о соотношении научного и религиозного знания у Ньютона. Первую систематическую попытку отделения ньютоновской физики от богословия предпринял в середине XVIII века Дэвид Юм, а в конце того же века Пьер-Симон Лаплас заявил, что ему — в отличие от Ньютона — не нужна гипотеза о Боге. По мнению одного из пионеров в исследовании «другого Ньютона» Ричарда Уэстфолла, не следует искать влияния богословских взглядов Ньютона, то есть его арианства, на его науку — в отличие от ньютоновских представлений о божественной власти, которые существенны в «Общей схолии».